# شهرستان جرقویه
شهرستان جرقویه یکی از شهرستان‌های استان اصفهان ایران است. مرکز این شهرستان، شهر نیک‌آباد است.
این شهرستان در تاریخ ۲۷ تیر ۱۴۰۰ از شهرستان اصفهان جدا شد و مستقل گردید.

## موقعیت جغرافیایی
شهرستان جرقویه از شمال با شهرستان‌های‌‌‌ ورزنه و هرند، از شمال غربی با شهرستان اصفهان و دهستان براآن جنوبی، از غرب با شهرستان شهرضا، از جنوب با شهرستان آباده استان فارس و از شرق با شهرستان‌های‌ اردکان و میبد استان یزد و از شمال شرقی با تالاب گاوخونی و از جنوب شرقی با شهرستان ابرکوه و از جنوب غربی با ایزدخواست استان فارس همسایه است.
منطقه جرقویه با پهناوری نزدیک به ۶۴۵۰ کیلومترمربع است که نزدیک‌ترین روستای این منطقه به اصفهان روستای قارنه به فاصله ۵۴ کیلومتر و دورترین روستای این منطقه به اصفهان روستای حارث‌آباد به فاصله ۱۶۸ کیلومتر است.

## تقسیمات کشوری
شهرستان جرقویه دارای ۲ بخش، ۴ دهستان و ۴ شهر به شرح زیر است:

### شهرستان جرقویه
| بخش         | مرکز بخش | جمعیت بخش ۱۳۹۵ | نام دهستان  | مرکز دهستان | جمعیت دهستان ۱۳۹۵ | شهر                      | جمعیت شهر ۱۳۹۵                 |
| ----------- | -------- | -------------- | ----------- | ----------- | ----------------- | ------------------------ | ------------------------------ |
| مرکزی       | نیک‌آباد  | ۲۲٬۸۹۱ نفر     | جرقویه وسطی | نیک‌آباد     | ۶٬۴۷۷ نفر         | نصرآباد محمدآباد نیک‌آباد | ۱۲،۰۰۰ نفر ۵،۰۳۲ نفر ۴،۳۶۴ نفر |
| مرکزی       | نیک‌آباد  | ۲۲٬۸۹۱ نفر     | جرقویه سفلی | محمدآباد    | ۵٬۰۳۲ نفر         | نصرآباد محمدآباد نیک‌آباد | ۱۲،۰۰۰ نفر ۵،۰۳۲ نفر ۴،۳۶۴ نفر |
| جرقویه علیا | حسن‌آباد  | ۱۴٬۷۱۶ نفر     | جرقویه علیا | حسن‌آباد     | ۵٬۲۹۶ نفر         | حسن‌آباد                  | ۴٬۴۷۸ نفر                      |
| جرقویه علیا | حسن‌آباد  | ۱۴٬۷۱۶ نفر     | رامشه       | رامشه       | ۴٬۹۴۲ نفر         | حسن‌آباد                  | ۴٬۴۷۸ نفر                      |

## علت نامگذاری
1. گویش مردم این منطقه همان گویش گرکویه ای است که از شاخه گویش‌های مرکزی ایران و بازمانده زبان پارسی باستان، اوستایی و پهلوی ساسانی است. به همین سبب این سرزمین را گرکویه یعنی جایگاه ستایش نیایش و سرود  نامیده اند؛  چراکه گر در زبان اوستایی به معنی ستایش و نیایش و سرود است و کوی پسوند جایگاه که با گذشت زمان به جرقویه تغییر یافته‌ است.[۳]

## روستاها و شهرها

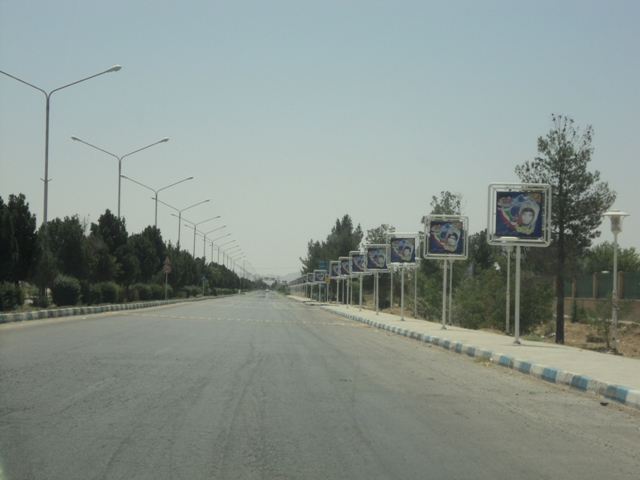
ورودی شهر

روستاهای مالواجرد ، رامشه ، مبارکه ، احمدآباد ، اسفنداران ، حارث‌آباد ، فیض‌آباد ، اسدآباد ، یخچال(الله‌آباد) ، خارا ، دستجرد ، کمال‌آباد ، مزرعه عرب ، حیدرآباد ، قارنه ، حسین‌آباد ، گنج‌آباد ، سیان ، سعادت‌آباد ، آذرخواران ، پیکان به علاوه‌ی شهرهای نیک‌آباد ، نصرآباد ، حسن‌آباد ، محمد‌آباد در شهرستان جرقویه واقع شده اند.

## گویش و فرهنگ
گویش مردم این منطقه گویش بومی گرگویه (جرقویه)، بازمانده زبان پارسیک یا پهلوی ساسانی که این زبان لهجه ای از زبان پهلوی اشکانی به‌شمار می‌رفته که در زمان ساسانیان در جنوب ایران رواج
داشت. .

## آثار و مناطق دیدنی
قبل از هر چیز قابل ذکر است که جرقویه با دژ های پر سابقه اش شناخته میشود و همانطور که معلوم است در جرقویه قلعه های بسیاری است که حتی دسته از آنها ویران شده و یا تاریخچه و نام و نشان مشخصی ندارند.
- مسجد جامع رامشه: مربوط به دوره قاجار است و در شهرستان جرقویه، روستای رامشه، محله توده واقع شده و این اثر در تاریخ ۱۵ دی ۱۳۸۷ با شمارهٔ ثبت ۲۴۰۱۰ به‌عنوان یکی از آثار ملی ایران به ثبت رسیده است. این مسجد دو قبله دارد و از این لحاظ نظرات متفاوتی درباره این اتفاق گفته شده است.[۷]
- دژ قارنه: دژی هست در روستای قارنه که زمان ساخت آن را به زمان پیشدادیان و یادگار قارن، پسر کاوه آهنگر، می‌دانند؛ این دژ تا حدودی بازسازی شده و در این روستا (قارنه) قرار دارد که در ایام عید این روستا یکی از مراکز تفریحی جرقویه به حساب می‌آید
- خانه‌های اربابی قارنه
- دژ گیوان: قلعه ای است که در شهر نصرآباد جرقویه قرار دارد و آن را منسوب به گیو، پسر گودرز، از دوران کیانیان می‌دانند
- غار فریدون: پیکان‌هایی از جنس مفرغ در این غار پیدا شده که نشان دهنده کارخانه‌های ابزار جنگی به خصوص پیکان سازی در دوران اشکانیان در این منطقه رواج داشته (روستای پیکان)
- مسجد جامع پیکان: بنای این مسجد به روزگار سلطان سنجر سلجوقی می‌رسد که از زیباترین مساجد این منطقه و همانند مسجد جامع محمدآباد بوده که متأسفانه در سال‌های اخیر شبستان آن تخریب شده‌است
- مسجد و کاروانسرای پاسکو: قدمتی بیش از ۸۰۰ سال در روستای پیکان دارند.[۸]
- کوه محمد نوجوان
- امامزاده شاه محمد مراد: مزار یکی از امامزاده‌ها است که در روستای آذرخواران قرار دارد
- امامزاده شاه عبدالمظفر: مزار امامزاده ای در غرب روستای سیان است
- کوه کلاه قاضی
- آتشکده دستگرد: این آتشکده برخلاف آتشکده آذربرزین واقع در روستای آذرخواران هنوز پابرجاست و روی کوه کوچکی قرار دارد که چشمه ای بزرگ از زیر این کوه می‌جوشد
- چشمه بزرگ دستگرد: از شگفتی‌های این چشمه این است که در دل کویر هست و حتی باعث سرسبزی کشتزارهای دستگرد و حسن‌آباد و کمال‌آباد شده
- مسجد آدینه: این مسجد در روستای دستگرد قرار دارد
- نمکزار خارا: نمکزاری است در شرق روستای خارا که بازمانده دریاچه ای در شرق جرقویه بوده که مردم جرقویه بیشتر نمک‌های این نمکزار را استفاده می‌کنند
- چشمه مالوَرد: کلمه مالورد در گویش مردم منطقه به معنی آب گُل است که به خاطر زلالی آب این چشمه این نام را گرفته، این چشمه در روستای مالواگرد است
- امامزاده مالورد

امامزادگان مشهور به علی بن محمد و جعفر بن محمد 
- مقبره میر اسماعیل مالواجردی جرقویه ای اصفهانی

از بزرگان روستای مالواجرد در قرون گذشته که مشهور به کرامات زیادی از جمله طی الارض بوده در جنوب روستای مالواجرد 
- عمارت امیر صدرا

از دوره قاجاریه و دارای بادگیر در بافت قدیم و سنتی روستای مالواجرد ، مرمت از سال ۱۳۹۹ تا سال ۱۴۰۲ 
- غار شاه قنداب
- خانه احمد رخشا مربوط به دوره قاجار است و در شهرستان جرقویه، روستای رامشه، محله توده واقع شده و این اثر در تاریخ ۱۶ دی ۱۳۸۷ با شمارهٔ ثبت ۲۴۴۴۰ به‌عنوان یکی از آثار ملی ایران به ثبت رسیده است.[۹]
- خانه ایلخانی مربوط به دوره قاجار است و در شهرستان جرقویه روستای رامشه، محله سادات واقع شده و این اثر در تاریخ ۱۶ دی ۱۳۸۷ با شمارهٔ ثبت ۲۴۴۳۷ به‌عنوان یکی از آثار ملی ایران به ثبت رسیده است.[۱۰]
- خانه یاوری: در روستای رامشه
- چشمه آب ترش حارث آباد: آب این چشمه مزه ای ترش و مطبوع و سرد دارد که در ردیف چشمه‌های آب کلرو سدیم و سولفات کلسیم قرار داشته که برای رفع امراض گوارشی، عضلانی، پوستی، بیماری‌های مزمن بانوان، رماتیسم، دردهای مفصلی و اختلالات غدد داخلی مؤثر است. برای دسترسی به این چشمه باید از روستای حارث آباد ۴۰ کیلومتر جاده خاکی طی شود
- کوی گبرها: در ۵۰۰ متری شرق روستای اسفنداران خانه‌هایی است که به آنها کوی گبرها گفته می‌شود و می‌گویند که زرتشتیان اسفنداران تا روزگار شاه اسماعیل صفوی در آنجا زندگی می‌کردند
- بادگیر خانه‌های اسفنداران
- خانه صادقی‌های اسفنداران
- کوشک کوچک (کوچ کوچی): آن را یکی از هفت گنبد بهرام گور می‌دانند در روستای احمدآباد
- مسجد و مناره ماه هما آغا: در زمان پادشاهی شاه سلطان حسین صفوی بانویی نیکوکار از نوادگان تیمور گورکانی، فرزند محمد زمان، به نام ماه هما آغا در روستای احمدآباد مسجد و مناره ای که اکنون در کنار حسینیه روستا قرار دارد بنا می‌کند
- عمارت چهار صفه: واقع در روستای حسین‌آباد
- خانه داستانی مربوط به اواخر دوره قاجار است و در شهرستان جرقویه، روستای حسین‌آباد واقع شده و این اثر در تاریخ ۱ دی ۱۳۸۷ با شمارهٔ ثبت ۲۳۸۸۰ به‌عنوان یکی از آثار ملی ایران به ثبت رسیده است.[۱۱]
- دژ جنگی دژ کوه: در نزدیک شهر حسن‌آباد و در شمال غربی دستگرد قرار دارد
- خانه‌های تُدُش: در کنار دژ جنگی دژکوه که یادگار دوران ساسانیان هستند
- قلعه تازه محمدآباد: در زمان کریم خان زند توسط یکی از سرداران وی به نام اسماعیل سلطان ساخته شد
- قلعه ای هم در اواخر پادشاهی شاه عباس صفوی یکی از نوه‌های او، از دختر شاه عباس، به نام میرزا رفیع الدین محمد با همکاری مردم محمدآباد دژی می‌سازند که به احترام وی نام روستای طالب آباد به محمدآباد شهر امروزی جرقویه تغییر می‌کند
- باغ میر: در شهر محمدآباد
- مسجد میرپنج: در شهر محمدآباد
- مسجد جامع محمدآباد: مربوط به دوره قاجار است و در شهرستان جرقویه، محمدآباد، بلوارامام خمینی، کوچه حسینیه واقع شده و این اثر در تاریخ ۲۴ اسفند ۱۳۸۳ با شمارهٔ ثبت ۱۱۵۵۰ به‌عنوان یکی از آثار ملی ایران به ثبت رسیده است.[۱۲]
- موزه محمدآباد (خانه سرهنگ): در شهر محمدآباد
- خانه خان (سرهنگ حاج اسماعیل خان): در شهر ینگ آباد واقع است
- دژ سعادت آباد
- خانه کردی (خانه میرپنج): خانه ای است در روستای گنج‌آباد که به همت ملاعلی خان میرپنج ینگ آبادی ساخته شد
- نیایشگاه آناهیتا: در نزدیکی روستای قارنه است ولی نمی‌دانیم آیا هنوز این پرستشگاه آناهیتا (الهه آب) پابرجاست یا نه
- دژ میرحیدر (پیکان دژ)
- حسینیه رامشه مربوط به دوره صفوی - دوره قاجار و دوره معاصر است و در شهرستان جرقویه، روستای رامشه، محله سادات واقع شده و این اثر در تاریخ ۱۵ دی ۱۳۸۷ با شمارهٔ ثبت ۲۴۰۱۱ به‌عنوان یکی از آثار ملی ایران به ثبت رسیده است.[۱۳]
- حمام پای تالار رامشه مربوط به دوره قاجار است و در شهرستان جرقویه، روستای رامشه، محله توده واقع شده و این اثر در تاریخ ۱۵ دی ۱۳۸۷ با شمارهٔ ثبت ۲۴۰۱۵ به‌عنوان یکی از آثار ملی ایران به ثبت رسیده است.[۱۴]
- مجموعه مناره و مسجد قدیمی مربوط به دوره صفوی و دوره قاجار است و در شهرستان جرقویه، روستای رامشه، محله توده واقع شده و این اثر در تاریخ ۱۵ دی ۱۳۸۷ با شمارهٔ ثبت ۲۴۰۱۹ به‌عنوان یکی از آثار ملی ایران به ثبت رسیده است.[۱۵]
- خانه حاج حسین حسینی مربوط به دوره قاجار است و در شهرستان جرقویه، روستای رامشه، محله توده واقع شده. این بنا در زمان قاجار ساخته شده و نسل اندر نسل به ورثه خاندان حسینی رسیده است. این بنا دارای ۲ بخش زمستانه و تابستانه است. به همت ورثه خاندان حسینی این بنا ۲ بار تا کنون بازسازی کامل شده است. این اثر در تاریخ ۱۶ دی ۱۳۸۷ با شمارهٔ ثبت ۲۴۴۳۵ به‌عنوان یکی از آثار ملی ایران به ثبت رسیده است.[۱۶]

## جمعیت
براساس سرشماری عمومی نفوس و مسکن در سال ۱۳۹۵، جمعیت شهرستان جرقویه برابر با ۳۷٬۶۰۷ نفر بوده‌است.